# 藤堂祐範
藤堂祐範（とうどう ゆうはん／すけのり、1876年7月9日 - 1945年7月2日）は、浄土宗の僧、仏教学者。

## 人物
京都出身。号は天蓮社章誉仁阿。1901年京都の浄土宗信重院住職。1918年京都帝国大学図書館司書となる。浄土宗諸典籍、特に「選択集」の書誌学的研究を行い、1922年「選択集大観」を著した。『国書総目録』の編纂にも参加した。子に藤堂恭俊がいる。

## 著書
- 『浄土教版の研究』大東出版社 1930
- 『藤堂祐範著作集』山喜房仏書林
  - 上巻　選択集大観 1975
  - 浄土教版の研究 1976
- 『浄土教文化史論』藤堂恭俊編 1979

### 編纂・校訂
- 『選択集大観』編 中外出版 1922
- 『土佐絵復興者岡田為恭』編 関西考古会 1924
- 『法然上人行状絵図　第2-6輯　解説』江藤澂英共編 中外出版 1924
- 『選択本願念仏集』校 土川勤学宗学興隆会 1933
- 『浄土教古活字版図録』編 貴重図書影本刊行会 1934